# Arminijanci
Arminijanci ali remonstranti so liberalnejša sekta nizozemske reformirane cerkve iz začetka 17. stoletja.
Sekto je utemeljil Jacobus Arminius (1560-1609), pastor v Amsterdamu in od leta 1605 profesor na leidenski univerzi. Oporekal je ortodoksni kalvinistični doktrini absolutne predestinacije, božje vsemoči nad usodo duhovnega bitja, po kateri so posamezniki v naprej zapisani odrešitvi ali pogubljenju. Njegova doktrina uči, da se lahko posameznik sam odloči, ali bo božjo milost sprejel ali ne; ni mogoče Vsemogočnemu pripisovati človeških grehov in tudi ne v celoti zanikati posameznikove svobode odločanja.
Leta 1610, že po Arminiusovi smrti, so njegovi pristaši v t. i. Prigovorih ali Remonstrancah (od tod njihovo drugo poimenovanje), ki so jih poslali v holandsko skupščino, zahtevali revizijo veroizpovednih spisov nizozemske reformirane cerkve (confessio belgica). Njihova stališča, ki so obetala bolj sproščeno versko življenje in bila sprejemljivejša za širši krog prebivalstva, je podpiral tolerantnejši, gospodarsko naravnani sloj javnosti. Nestrpen odziv pa so sprožila pri ortodoksnih kalvinistih, proti-remonstrantih, ki so tudi imeli svojega idejnega vodjo na leidenski univerzi (Franciscus Gomarus, 1563-1641), za seboj pa številne preprostejše množice in glavnega vojaškega povelnik Mavricija Oranskega, državnega namestnika v petih provincah. Razkol je imel versko, politično in socialno razsežnost. Po več letih debat, sporov, oboroženih spopadov in po vojaškem prevzemu oblasti s strani Mavricija, so bili arminijanci na nacionalni sinodi v Dordrechtu (1618-9) proglašeni za krivoverce. Tisti njihovi duhovniki, ki se niso želeli odreči svojemu prepričanju, so morali zapustiti državo.
Kasneje, ko je prišlo spet do bolj sproščenega vzdušja v državi, so se mnogi arminijanci vrnili. Skupnosti so ustanovli tudi v Angliji in ZDA. Danes je nizozemsko Remonstrantsko bratstvo manjšinska cerkev s kongregacionalistično ureditvijo in okoli 12.000 člani.